# Ataque con furgoneta en Ontario
El 6 de junio de 2021 un hombre embistió con una camioneta a peatones musulmanes paquistaníes canadienses en una intersección en London, Ontario, Canadá. Cuatro personas murieron y otra resultó herida, todas de la misma familia. El ataque fue la matanza masiva más grande en la historia de London. Fue condenado por los líderes canadienses y llamado terrorismo por el primer ministro de Canadá Justin Trudeau, el primer ministro de Pakistán Imran Khan y el primer ministro de Ontario Doug Ford.

## Víctimas
Las víctimas eran todas de la misma familia y la mayoría llegó a Canadá desde Pakistán en 2007. Los muertos eran un hombre de 46 años, su esposa de 44 años, su hija de 15 años y su madre de 74 años. El superviviente es un niño de nueve años que ha sido hospitalizado con heridas graves.